# Fissidens opacus
Fissidens opacus är en bladmossart som beskrevs av C. Müller 1900. Fissidens opacus ingår i släktet fickmossor, och familjen Fissidentaceae. Inga underarter finns listade i Catalogue of Life.